# Щучье (озеро, Бурятия)
Щу́чье (бур. Ангир нуур, Шаргал нуур) — пресное озеро на юго-западе центральной Бурятии; расположено на территории сельских поселений «Жаргаланта» и «Загустайское» Селенгинского района. Крупнейшее из Убукунских озёр. Площадь — 4,24 (4,43) км².
Площадь водосборного бассейна — 45,5 км².Высота над уровнем моря — 651 м.

## География
Расположено в западной части Среднеубукунской впадины у подножия Солдатского хребта, отрога Хамар-Дабана. Озеро округло-овальной формы, слабо вытянуто с юго-востока на северо-запад. Длина — 2,59 км, ширина — 2,33 км, наибольшая глубина — 23 м. Состав воды близок байкальской.
Высокий западный берег озера занят степным разнотравьем и редкими березняками. На северной, более пологой, стороне озера, примыкающей к таёжной зоне Хамар-Дабана, растёт сосновый лес, на берегу — тростник, сфагнум, осока вздутая. Восточный берег низкий, поросший степной растительностью. В прибрежных водах растут уруть, горец земноводный, рдест. Весь южный берег на протяжении двух километров занимает песчано-галечный пляж, окаймлённый берёзовой рощей.
В озере водятся окунь, сорога, гольян, шиповка, а также акклиматизированные уральский рипус, лещ, зеркальный карп и озёрный сиг.
В водоём стекают ручьи с Солдатского хребта. Ярко выраженного стока не имеет.

## Происхождение названия
Исконное бурятское название озера — Ангир нуур (от бур. ангир — «турпан», нуур — «озеро»). Связано с гнездованием здесь турпанов.
В XVIII веке при освоении Убукунского поозёрья русскими поселенцами получило название Щучье.

## Рекреационная местность «Озеро Щучье»
Постановлением Совета Министров Бурятской АССР от 29 июля 1975 года Щучье озеро утверждено как памятник природы Бурятии. На побережье действовали ведомственные турбазы и пионерские лагеря.
В 2006 году создана рекреационная местность (местного значения) «Озеро Щучье». Территория площадью 1516,6 га включает акваторию озера и побережье на расстоянии от 200 до 1000 метров.
Здесь располагаются свыше двух десятков турбаз и пансионатов, четыре детских оздоровительных лагеря, пять учебных баз. Для привлечения средств на обустройство и охрану природы въезд в зону отдыха платный.

## Галерея

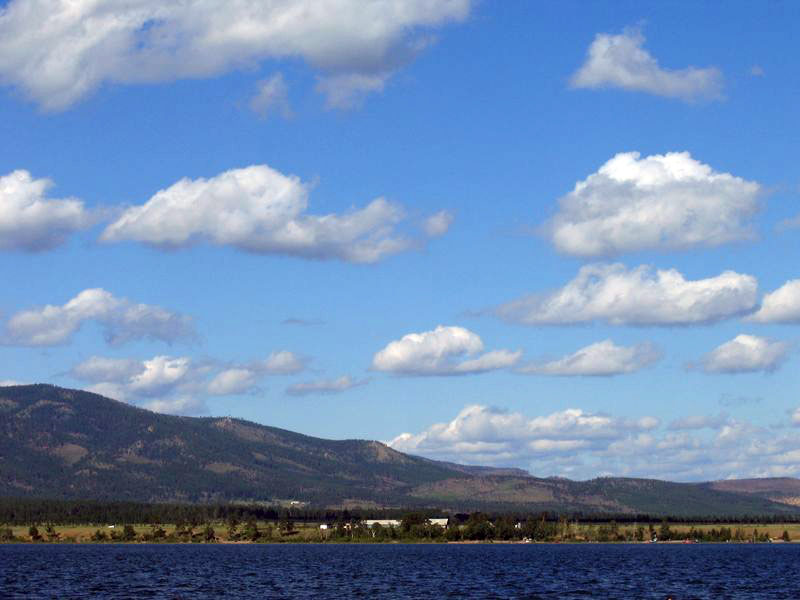
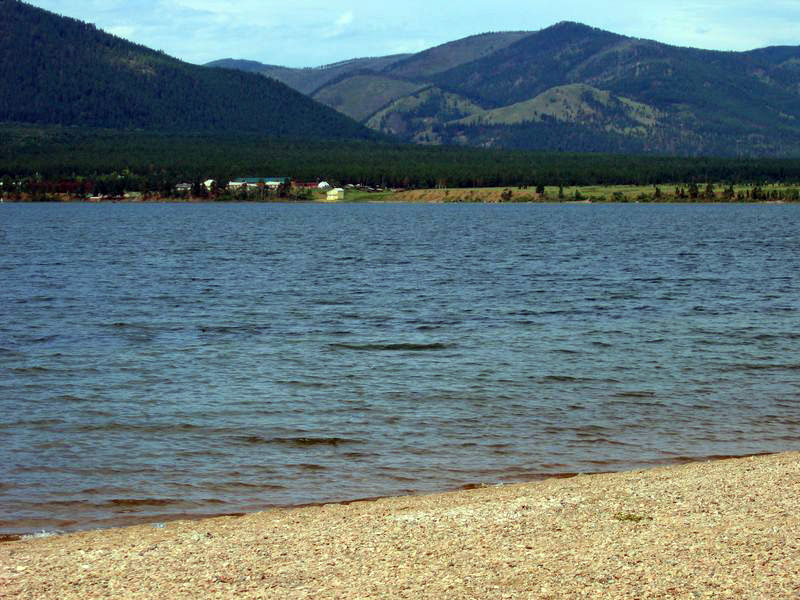
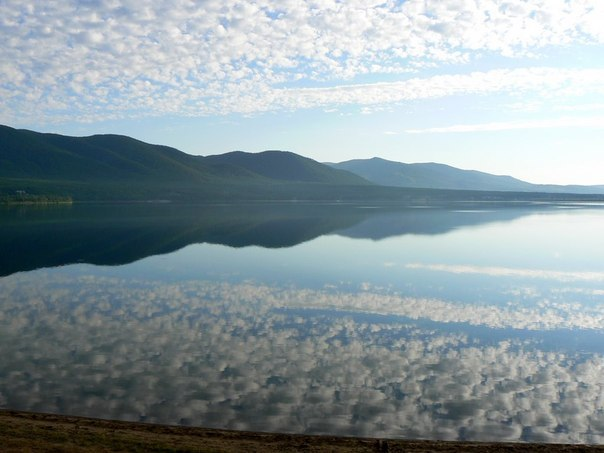
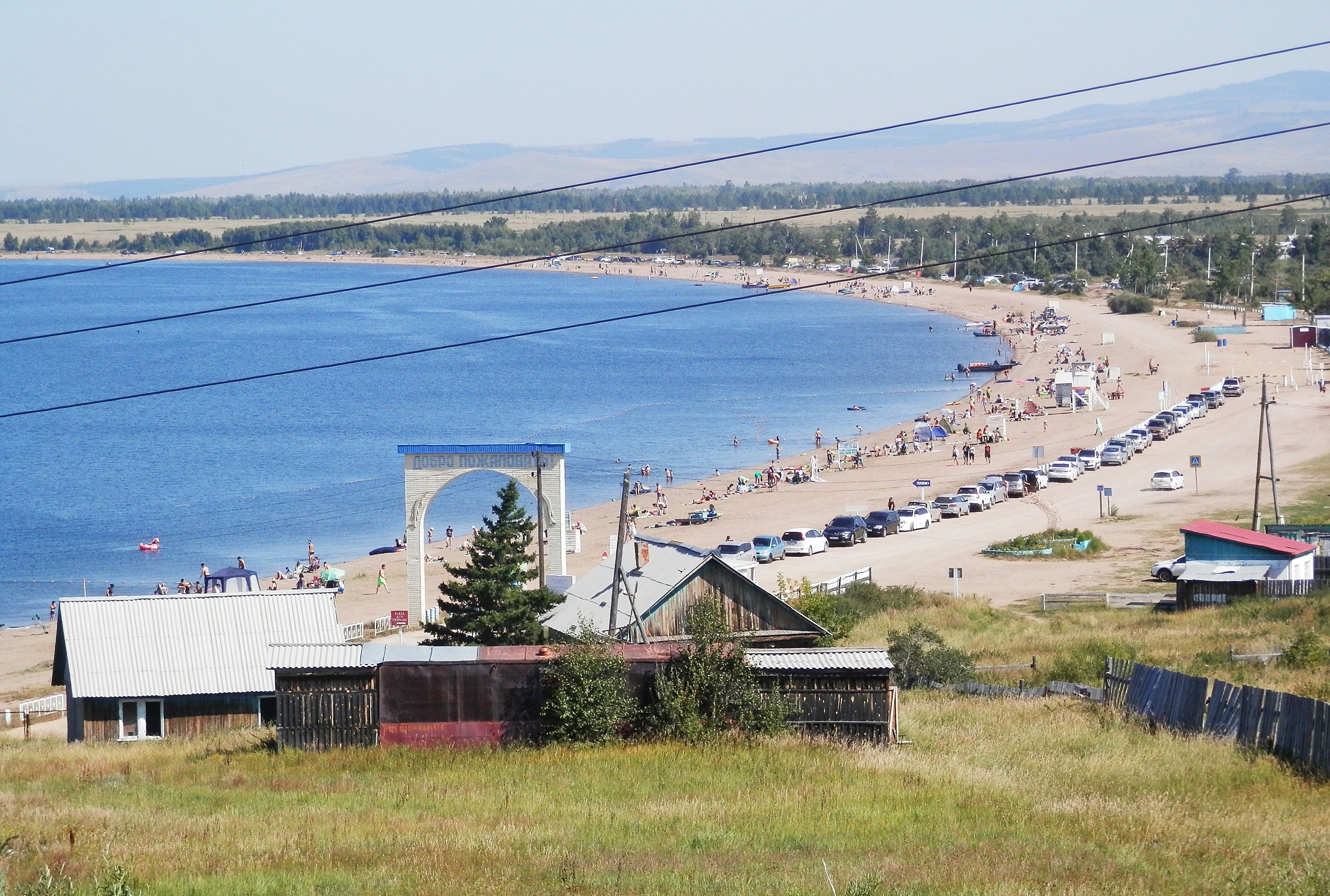
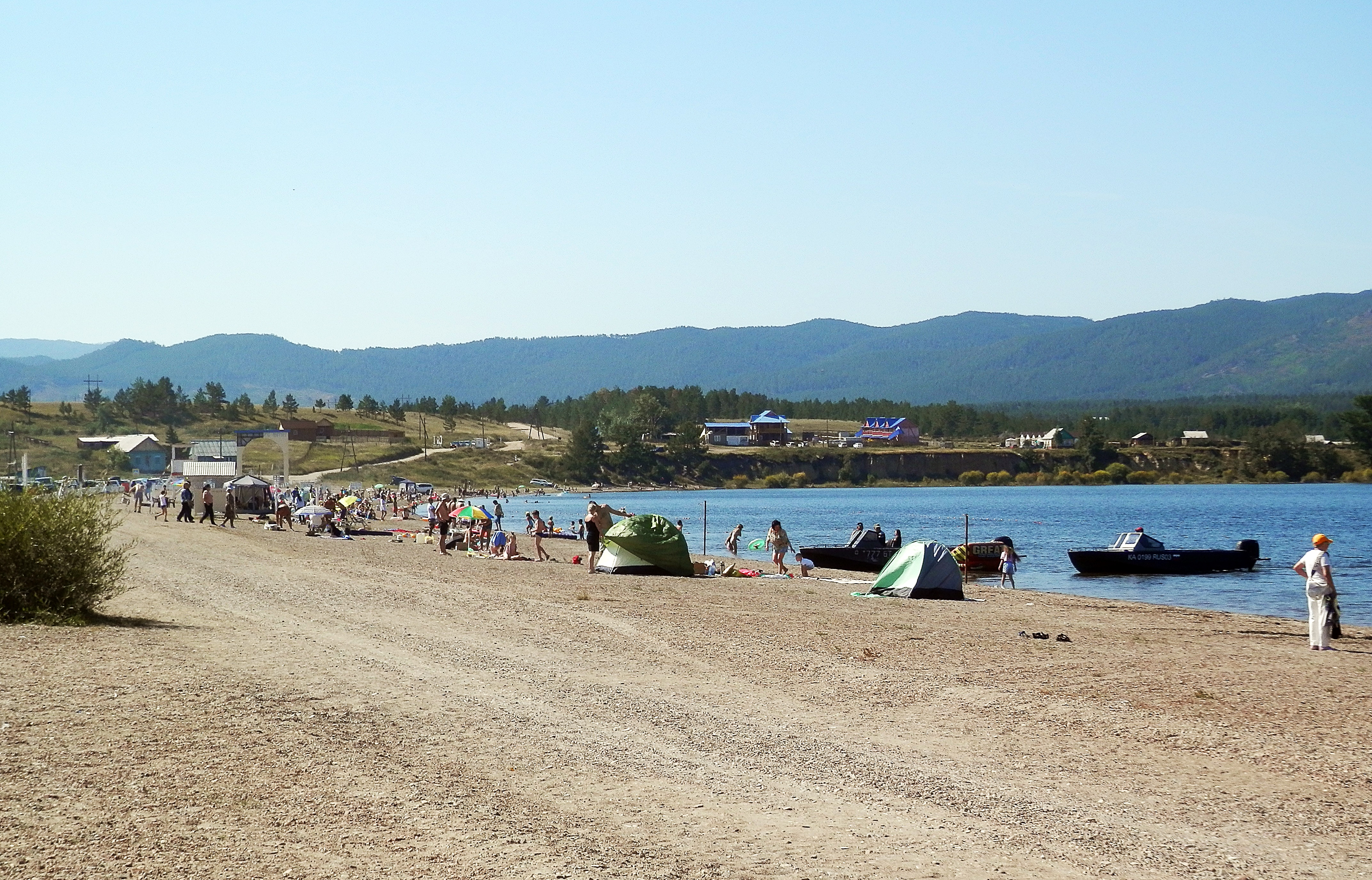